# Pentagram
Pentagram — американская группа из штата Виргиния, которая образовалась в 1971 году и считается одним из родоначальников дум-метала. Основателем, вдохновителем и единственным постоянным участником группы является Бобби Либлинг (Bobby Liebling).

## История группы
Осенью 1971 года Бобби Либлинг и Джефф О’Киф (Geof O’Keefe) покинули группы, в которых выступали раннее (Shades of Darkness и Space Meat соответственно), чтобы создать свою собственную, музыка которой по их задумкам должна была быть похожей на музыку групп UFO, Uriah Heep и т. п. Либлинг предложил название «Pentagram», и хотя в течение 1971-72 гг. группа неоднократно на непродолжительное время меняла названия (например, Virgin Death, Macabre, или Wicked Angel), ребята всё равно всегда возвращались к первоначальному названию.
В первом составе группы помимо Либлинга также числились Джефф О’Киф (гитара), Винсент Макаллистер (бас) и Стив Мартин (ударные). Желая звучать как можно громче, музыканты брали пример с «Blue Cheer» и «Groundhogs», выворачивая ручки своих усилителей на полную мощность. Через некоторое время к коллективу присоединился второй гитарист, Джон Дженнингс, но уже через три месяца проект оказался в коме из-за ухода Мартина. В начале 1972-го «Pentagram» вернулись к деятельности, несколько перераспределив обязанности. Либлинг играл на гитаре и пел, О’Киф пересел за ударные, а Макаллистер остался на басу.
Однако Либлингу не нравилось совмещать две должности и гитару он поручил Макаллистеру, а бас-гитаристом стал Грег Мэйн. В такой конфигурации группа выпустила дебютный сингл «Be Forewarned». Правда, пластинка вышла под именем «Macabre», а не «Pentagram», поскольку в тот период музыканты пытались найти новое название. В конце концов, оказалось, что лучше «Пентаграма» ничего не придумаешь, и в декабре 1973-го под этой вывеской коллектив отыграл свой первый концерт. В 1974 и 1975 годах в группе появлялся второй гитарист Рэнди Палмер, но оба раза его пребывание в составе было недолгим.
В 1975-м «пентаграмщики» начали переговоры о контракте с Columbia Records, но дальше нескольких сессий и пары демок дело не продвинулось. В то же время и знаменитые Kiss пытались перетянуть группу под крышу своей «Casablanca Records». Однако и здесь сделка не состоялась, поскольку Бобби отказался продать права на пару своих песен Джину Симмонсу и Полу Стэнли. В 1976 г.  место второго гитариста занял Марти Айверсон, но он также недолго оставался в «Pentagram», поскольку Либлинг разругался со своими коллегами, и к концу года проект распался. Спустя два года Бобби познакомился с ударником Джо Хассельвандером. Оба музыканта любили тяжелую музыку и обожали творчество «Groundhogs», поэтому в конечном итоге начали выступать вместе. Вскоре имя «Pentagram» опять вытащили на свет божий, записали под этой маркой сингл, и… дело опять застопорилось.
С 1981 года Либлинг начал выступать в составе банды «Death Row», но к 1984 году его поклонники вынудили коллектив сменить вывеску на «Пентаграм». Наконец в 1985-м появился долгожданный дебютный альбом. Хассельвандер к тому времени уже успел исчезнуть, а его место занял Стюарт Роуз. В 1987 г.  вышел второй альбом, «Day of Reckoning». Однако, как и в первый раз, лейбл нисколько не занимался его промоушеном, денег за него музыканты практически не получили, и все это привело к очередному развалу команды.
Но все же это был ещё не конец, так как в 1990 году творчеством «Pentagram» заинтересовались представители «Peaceville Records». Они переиздали два первых альбома и помогли Либлингу вернуть в ряды группы Гриффина, Хассельвандера и Айверсона. В 1994  вышла новая студийная работа, Be Forewarned, получившая восторженные отклики в прессе. Через два года состав группы вновь подвергся изменениям, и новыми членами команды стали барабанщик Гэри Айсом и бас-гитарист Грег Турли. С ними «Pentagram» отыграли ряд концертов, но из-за сильного влечения музыкантов к наркотикам проект был опять закрыт. В 1998-м канадская фирма «Downtime» выпустила сборник Human Hurricane, в который вошли ранние треки периода 70-х.
На следующий год состоялось неожиданное возвращение группы с новым альбомом «Review Your Choice». Диск был записан тандемом Либлинг-Хассельвандер, причем последний написал для него львиную долю песен и исполнил все инструментальные партии. Такой же финт музыканты проделали и в 2001 г., выпустив альбом «Sub-Basement», включавший не только новые композиции, но и освеженную классику «Pentagram». Так или иначе, но в 2004  Джо не принимал участие в очередных сессиях, и альбом «Show ‘em How» Либлинг выпускал в компании Келли Кармайкла, Адама Хейнцманна и Майка Смэйла.
В 2010 году группа в очередной раз сменила состав, её членами стали музыканты состава образца 1996 года, а именно Гриффин, Айсом, Турли. Этим составом был записан студийный альбом «Last Rites», выпущенный на лейбле Metal Blade Records. Затем, группа сменила барабанщика, им стал Альберт Борн.
В 2012 году гитарист Виктор Гриффин покинул группу после европейского тура. Однако долго группа не оставалась без дела, и в 2013 году она представила нового гитариста, коим стал Мэтт Голдсборг. С ним группа отправилась в турне по США и Европе.
Неожиданно для всех, Виктор Гриффин, гитарист, наиболее долго игравший в составе группы, возвращается в январе 2014 года. Pentagram вновь отправляется в тур.
В дальнейшем группа планирует выпустить очередной студийный альбом, включающий также песни из раннего репертуара группы.

## Дискография

### Студийные альбомы
- Pentagram LP (1985 Pentagram Records) (позднее переиздан под именем Relentless в 1993)
- Day of Reckoning LP (1987 Napalm Records)
- Be Forewarned CD/LP (1994 Peaceville Records)
- Review Your Choices CD/LP (1999 Black Widow Records)
- Sub-Basement CD/LP (2001 Black Widow Records)
- Show 'em How CD/LP (2004 Black Widow Records)
- Last Rites (2011 Metal Blade Records)
- Curious Volume (2015 Peaceville Records)
- Lightning in a Bottle (2025, Heavy Psych Sounds)

### Синглы
- «Be Forewarned»/«Lazy Lady» 7" (1972 Intermedia Productions) (записано под названием Macabre)
- «Hurricane»/«Earth Flight» 7" (1973 Buffo Socko Records)
- «Under My Thumb»/«When the Screams Come» 7" (1973 Gemini Records)
- «Livin' in a Ram’s Head»/«When the Screams Come» 7" (1979 High Voltage Records) (Переиздано на A Keg Full of Dynamite)
- «Relentless»/«Day of Reckoning» 7" (1993 Peaceville Records)

### Концертные альбомы
- A Keg Full of Dynamite CD/LP (2003 Black Widow Records)

### Сборники и переиздания
- Relentless CD (1993 Peaceville Records)
- Day of Reckoning CD (1993 Peaceville Records)
- 1972-1979 CD/LP (1993 Peace Records)
- Relentless/Day of Reckoning 2CD (1996 Peaceville Records)
- Human Hurricane CD (1998 Downtime Recordings)
- 1972-1979 (Vol. 2) CD/LP (1999 Peace Records)
- First Daze Here (The Vintage Collection) CD/LP+7" (2001 Relapse Records)
- Turn to Stone CD (2002 Peaceville Records)
- Relentless DigiCD (2005 Peaceville Records)
- Day of Reckoning DigiCD (2005 Peaceville Records)
- Be Forewarned DigiCD (2005 Peaceville Records)
- First Daze Here Too 2CD/2LP (2006 Relapse Records)

### DVD
- When The Screams Come DVD (2011 Metal Blade Records)